# 一目五先生
一目五先生是中国浙江地区的妖怪，也叫五奇鬼，记载于清▪袁枚《子不语》,五个鬼怪只有一个有眼睛并共用一个眼睛。其他几个都有服从有眼睛的那个，在瘟疫之年會出現，会趁人睡着的時候用鼻子闻人，一隻闻了會生病，五隻都闻了的人就會死。除了有眼的，其他四各鬼无法擅自行动，不伤善人也不伤恶人，只伤不善不恶无福无禄的人。多出現在疫病流行之年。

## 原文
袁枚《子不语》卷九: 浙中（浙江省）有五奇鬼，四鬼尽瞽，惟一鬼有一眼，群鬼恃以看物，号“一目五先生”。遇瘟疫之年，五鬼联袂而行，伺人熟睡，以鼻嗅之。一鬼嗅则其人病，五鬼共嗅则其人死。四鬼伥伥然斜行踯躅，不敢作主，惟听一目先生之号令。
有钱某宿旅店中，群客皆寐，己独未眠，灯忽缩小，见五鬼排跳而至。四鬼将嗅一客，先生曰：“此大善人也，不可。”又将嗅一客，先生曰：“此大有福人也，不可。”又将嗅一客，先生曰：“此大恶人也，更不可。”四鬼曰：“然则先生将何餐？”先生指二客曰：“此辈不善不恶、无福无禄，不啖何待？”四鬼即群嗅之，二客鼻声渐微，五鬼腹渐膨亨矣。